# جون إم. توبين
جون إم. توبين هو لاعب هوكي الجليد وسياسي كندي، ولد في 25 أكتوبر 1885 في سانت جونز في كندا، وتوفي بنفس المكان في 5 أكتوبر 1956.